# Ibrahim Somé Salombo
Ibrahim Somé Salombo (ur. 24 maja 1988 w Kinszasie) – kongijski piłkarz grający na pozycji napastnika. Od 2018 roku zawodnik ROC Charleroi-Marchienne.